# The Bard's Tale Construction Set
The Bard's Tale Construction Set è un videogioco di ruolo fantasy, quarto della serie di The Bard's Tale, pubblicato nel 1991-1992 per i computer Amiga e MS-DOS dalla Interplay Productions.
Rappresenta un editor di livelli avanzato per i precedenti giochi della serie, ma si utilizza direttamente anche per giocare, con interfaccia simile a quella di Bard's Tale II e III, e contiene due scenari dimostrativi, tra cui quello del primo Bard's Tale.
È l'ultimo titolo della serie classica; il nome riprese con The Bard's Tale nel 2004, ma non si tratta di un vero e proprio seguito.